# Dao Khanong
Dao Khanong é um filme de drama tailandês de 2016 dirigido e escrito por Anocha Suwichakornpong. Foi selecionado como representante de seu país ao Oscar de melhor filme estrangeiro em 2018.

## Elenco
- Arak Amornsupasiri
- Apinya Sakuljaroensuk
- Achtara Suwan
- Visra Vichit-Vadakan